# Los gatos (Prostitución de alto nivel)
 Los gatos (Prostitución de alto nivel) es una película de Argentina filmada en Eastmancolor dirigida por Carlos Borcosque (hijo) sobre su propio guion escrito en colaboración con Jorge Falcón y Carlos Saiz Miramón que se estrenó el 9 de mayo de 1985 y que tuvo como actores principales a Camila Perissé, Gerardo Romano, Raúl Lavié, Gigí Ruá, Reina Reech y Edda Bustamante.

## Sinopsis
Un grupo de muchachos y muchachas alquila su cuerpo a gente de estratos sociales elevados.

## Reparto
- Camila Perissé como Dolores
- Gerardo Romano como Sergio
- Andrea Bonelli como Charita
- Stella Maris Closas como Silvina
- Alfonso De Grazia como Augusto
- Adolfo García Grau como Bruno
- Daniel Lago como Cachorro
- Enrique Liporace como Paunero
- Vicky Olivares como Ethel
- Héctor Pellegrini como Custodio
- Edda Bustamante como Marlene
- Reina Reech como Marcela
- Gigi Rua como Cristina
- Mabel Pessen
- Dorys Perry
- Marilyn Olivares
- Ana María Ricci
- Miriam Coppola
- Ricardo Castro Ríos
- Jorge Sassi
- Ernesto Nogués
- Gustavo López
- Alfredo Quesada
- Patricia Bermúdez
- Omar Abdala
- Theodore McNabney
- Raúl Lavié como Taxista

## Comentarios
Ricardo García Oliveri en Tiempo Argentino escribió:

«Antología del mal gusto e improvisación (los actores) evocan los inigualables dramas eróticos de Armando Bó.»

Claudio España en La Nación opinó:

«Postdata: este gato está vivo.»

Manrupe y Portela escriben:

«Flojo exponente del pseudo destape de los ‘80.»